# 苔灘郡
苔灘郡（：／ Thaethan gun */?）是朝鮮民主主義人民共和國黃海南道西部的一個郡，位於載寧平原上，位於廣灘川入大東灣處。2008年人口64,258人。下分1邑、15里。
1952年由長淵郡、碧城郡各分拆出一部分而成。